# Keith Schembri
Keith Schembri (Bormla, 1975. július 6. —) máltai politikus.

## Életrajz
2013. március 11. és 2019. november 26. között Joseph Muscat kabinetfőnöke. 2019-ben Keith Schembri a rendőrségi kihallgatását követően letartóztatásra került, mivel Daphne Caruana Galizia meggyilkolásával összefüggésbe hozható.